# Panolcus
Panolcus är ett släkte av skalbaggar. Panolcus ingår i familjen vivlar.
Kladogram enligt Catalogue of Life:
| Panolcus | \| \| Panolcus scolopax \| \| \| \| |
|          | \| \| Panolcus scolopax \| \| \| \| |
|          | Panolcus scolopax                   |
|          |                                     |